# Hypoponera collegiana
Hypoponera collegiana är en myrart som först beskrevs av Santschi 1925.  Hypoponera collegiana ingår i släktet Hypoponera och familjen myror.

## Underarter
Arten delas in i följande underarter:
- H. c. collegiana
- H. c. paranensis